# Тодор Петков (будівничий)
Тодор Петков Огнянов (болг. Тодор Петков Огнянов, * 1814, с. Гарі, Західна Македонія, Османська імперія  — † 1899) — відомий болгарський архітектор, представник Дебарської художньої школи.

## Життєпис
Народився у 1814-у році в невеличкому селищі Гарі що в Західній Македонії у сім'ї різьбяра Петко Огнянова.
Його найвідомішою роботою вважається Будинок Робевих, збудований на замовлення сім'ї Робевих в місті Охрид.